# Debrecínské párky
Debrecínské párky (debrecínky) jsou druhem párků, který pochází z maďarského města Debrecín. Tyto párky obsahují zhruba 60 % vepřového masa a asi 35 % hovězího masa. Typickou chuť dodává výrobku směs koření, jehož dominantu tvoří maďarská paprika a česnek. Debrecínské párky se plní nejčastěji do skopových střívek. Obsah debrecínských párků je hrubě zrnitý.
Debrecínské párky byly a jsou vyráběny i v Česku, ovšem od počátku 90. let 20. století, kdy byly zrušeny normy na masné výrobky, je jejich kvalita spíše na nižší úrovni. V českých podmínkách tvoří ne nevýznamnou složku debrecínských párků vepřové kůže, voda kombinovaná se škroby a jinými zahušťovadly a další dochucující náhražky. 